# Czerniejewo
Czerniejewo é um município da Polônia, na voivodia da Grande Polônia e no condado de Gniezno. Estende-se por uma área de 10,2 km², com 2 612 habitantes, segundo os censos de 2016, com uma densidade de 256,3 hab/km².